# Экартсвиллер
Экартсвиллер (фр. Eckartswiller) — коммуна на северо-востоке Франции в регионе Гранд-Эст (бывший Эльзас — Шампань — Арденны — Лотарингия), департамент Нижний Рейн, округ Саверн, кантон Саверн.
Площадь коммуны — 12,43 км², население — 475 человек (2006) с тенденцией к стабилизации: 417 человек (2013), плотность населения — 33,6 чел/км².

## Население
Население коммуны в 2011 году составляло 435 человек, в 2012 году — 422 человека, а в 2013-м — 417 человек.
| 1962 | 1968 | 1975 | 1982 | 1990 | 1999 | 2006 | 2008 | 2011 | 2012 | 2013 |
| ---- | ---- | ---- | ---- | ---- | ---- | ---- | ---- | ---- | ---- | ---- |
| 473  | 421  | 439  | 470  | 469  | 452  | 475  | 480  | 435  | 422  | 417  |

Динамика населения:

## Экономика
В 2010 году из 298 человек трудоспособного возраста (от 15 до 64 лет) 228 были экономически активными, 70 — неактивными (показатель активности 76,5 %, в 1999 году — 75,2 %). Из 228 активных трудоспособных жителей работали 213 человек (106 мужчин и 107 женщин), 15 числились безработными (8 мужчин и 7 женщин). Среди 70 трудоспособных неактивных граждан 18 были учениками либо студентами, 33 — пенсионерами, а ещё 19 — были неактивны в силу других причин.